# Paraboea hainanensis
Paraboea hainanensis là một loài thực vật có hoa trong họ Tai voi. Loài này được (Chun) B.L. Burtt mô tả khoa học đầu tiên năm 1984.